# Flat on the Floor
Flat on the Floor - utwór kanadyjskiego zespołu rockowego Nickelback, pochodzący a zarazem rozpoczynający czwarty studyjny album formacji The Long Road, wydany we wrześniu 2003 roku. Utwór trwa 2 minuty i 2 sekundy i jest najkrótszym utworem znajdującym się na płycie, oraz w całym repertuarze grupy (nie licząc coveru utworu grupy Queen, "We Will Rock You" który trwa 1:57). Autorem tekstu do utworu jest wokalista grupy Chad Kroeger. Muzykę skomponował wspólnie cały zespół. 
Utwór niemalże przez cały czas trwania, utrzymany jest w bardzo szybkim tempie, i oparty na mocnych gitarowych riffach. W połowie utworu następuje chwilowe zwolnienie tempa, po czym utwór wraca do swego bardzo szybkiego tempa. Utwór ze względu na swoje szybkie tempo, oraz ciężkie brzmienie przypomina nieco strukturę utworów utrzymanych w stylistyce speed metalu. Utwór trafił także na koncertowe DVD zespołu "Rock am Ring" z 2004 roku. 
Utwór przez dłuższy czas grany był jako rozpoczynający koncerty grupy. Podczas wykonywania kompozycji, na scenie można było zaobserwować efekty pirotechniczne. Utwór zaczął rzadziej pojawiać się w koncertowych setlistach podczas trasy "All the Right Reasons Tour". Obecnie jest sporadycznie grany. 
Utwór został również użyty w soundtracku gry FlatOut 2.

## Twórcy
Nickelback
- Chad Kroeger – śpiew, gitara rytmiczna, produkcja
- Ryan Peake – gitara prowadząca, wokal wspierający
- Mike Kroeger – gitara basowa
- Ryan Vikedal – perkusja

Produkcja
- Nagrywany: Kwiecień - Sierpień 2003 w studiu "Green House Studios" (Burnaby) oraz w "Mountain View Studios" (Abbotsford) w Vancouver
- Producent muzyczny: Chad Kroeger, Joe Moi
- Miks utworu: Randy Staub w "The Warehouse Studios" w Vancouver
- Asystent inżyniera dźwięku: Zach Blackstone
- Mastering: George Marino w "Sterling Sound"
- Koordynator prac albumu: Kevin “Chief” Zaruk
- Aranżacja: Chad Kroeger, Ryan Peake, Mike Kroeger, Ryan Vikedal
- Tekst piosenki: Chad Kroeger

Inni
- Management: Bryan Coleman z Union Entertainment Group
- Pomysł okładki: Nickelback
- Wytwórnia: Roadrunner Records